# Cymodoce hanseni
Cymodoce hanseni là một loài chân đều trong họ Sphaeromatidae. Loài này được Dumay miêu tả khoa học năm 1972.